# تدی لیتون
تدی لیتون (به انگلیسی: Teddy Leighton) بازیکن فوتبال زادهٔ ۲۶ مارس ۱۸۶۵ اهل انگلستان بود که سابقهٔ بازی در تیم ملی فوتبال انگلستان را در کارنامهٔ خود دارد. وی در تاریخ ۱۳ مارس ۱۸۸۶ تنها بازی ملی خود را در مقابل تیم ملی فوتبال ایرلند انجام داد.